# Carlos Espinosa de los Monteros y Bermejillo
Pour les articles homonymes, voir Espinosa de los Monteros (homonymie).
Carlos Espinosa de los Monteros y Bermejillo, né le 17 décembre 1879 à Madrid et mort le 22 août 1924 à Saint-Nectaire (France), est un militaire et diplomate espagnol.

## Biographie
Il est le fils du premier marquis de Valtierra, Carlos Espinosa de los Monteros y Sagaseta de Ilurdoz et de Doña Dolores Bermejillo y García Menocal. Il est l'ancêtre de Carlos Espinosa de los Monteros y Bernaldo de Quirós.
À l'âge de quinze ans, il rejoint l'Académie d'infanterie de Tolède. Dès l'âge de seize ans, il s'embarque avec son frère cadet Eugenio vers Cuba où ils participent à divers combats où ils obtiennent des distinctions pour leur bravoure.
Il devient capitaine d'État major à l'âge de vingt-trois ans, puis à 31, il est promu commandant en pleine Guerre du Rif. Lors des campagnes africaines, il a sous ses ordres le lieutenant second Francisco Franco.
De retour en Europe, il effectue des missions lors de la Guerre des Balkans, aussi bien en Serbie qu'en Hongrie, avant d'être promu colonel en 1917 à l'âge de 38 ans.
En 1923, il attaché militaire à Rome, puis en 1924 il devient ministre de la Justice de la Sarre alors administrée par la Société des Nations. Sa connaissance du français et de l'allemand l'aide dans cette tâche.
Il décède peu de temps après d'un arrêt cardiaque lors d'un voyage de loisir à la station thermale de Saint-Nectaire, près de Clermont-Ferrand.
Il est enterré à Saint-Sébastien.

## Distinctions
- Ordre du mérite militaire (Espagne)
- Ordre royal et militaire de Saint-Herménégilde
- Chevalier de la Légion d'honneur